# Mathias Depardon
Pour les articles homonymes, voir Depardon.
Mathias Depardon est un photographe documentaire français, né le 5 juin 1980 à Nice.
En 2017, après avoir vécu cinq ans en Turquie, il est arrêté à Hasankeyf dans le Sud-Est de la Turquie, alors qu’il effectue un reportage pour le magazine National Geographic sur la problématique de l’eau en Mésopotamie, un sujet auquel il se consacre depuis 2012. Il est alors emprisonné en Turquie (Gaziantep) en mai 2017, avant d'être libéré puis expulsé du territoire turc après trente jours de détention. Il n'a aucun lien de parenté avec le photographe Raymond Depardon.

## Biographie
Né en 1980 à Nice, Mathias Depardon grandit entre la France, la Belgique et les Etats-Unis. Après des études en journalisme et communication à Bruxelles, il rejoint brièvement le quotidien belge Le Soir avant de se consacrer au reportage et la photographie documentaire,.
Depardon tend vers une approche documentaire qui s’inscrit dans une temporalité favorisant l’immersion au sein de sujets révélant d'importantes questions socio-économiques et politiques dans des territoires sous tension comme la Turquie et l’Irak où il questionne notamment l’idée d’identité et du territoire. En 2012, il décide de s'installer en Turquie. Il est accrédité par les autorités turques et s'installe dans le quartier de Galata.
En 2017, il est le finaliste du Grand Prix de la Photographie Documentaire à Sète (Images Singulières / Mediapart) et reçoit le soutien à la photographie documentaire et contemporaine par le CNAP (Centre National des Arts Plastiques) pour son projet sur les fleuves de la Mésopotamie.
Ses photographies ont été exposées dans plusieurs institutions telles que la Bibliothèque Nationale de France (BNF, Paris)  et plus récemment au Musée des Archives nationales à Paris lors de son exposition TransAnatolia.
En 2018, il est exposé aux Rencontres d'Arles dans le cadre de l’exposition Une colonne de fumée, et en 2020 au festival Visa pour l'image à Perpignan.

### Reporter photographe
Mathias Depardon exerce en tant que photographe indépendant et ses travaux sont régulièrement publiés par National Geographic Le Monde Magazine, The Financial Times, Time Magazine,The Sunday Times Magazine, Der Spiegel, L’Espresso, The New York Times, The Wall Street Journal, La Croix ainsi que Télérama,.
En 2020, au début du confinement, il propose à Libération d'effectuer un reportage photographique en suivant le tracé de la Nationale 7.

### Emprisonnement en Turquie
Le 8 mai 2017, il est arrêté par les autorités turques à Hasankeyf dans la région de Batman, une province au sud-est de la Turquie, alors qu'il effectue un reportage pour National Geographic sur le sujet de l'eau dans la région du Tigre et de l'Euphrate.
Les faits reprochés par la Turquie sont d'avoir travaillé sans carte de presse et d'avoir aidé à la propagande terroriste du PKK. Il s'avère que d'une part sa carte était en cours de renouvellement par les autorités turques et que d'autre part la « propagande terroriste » concernait la diffusion de photographies de personnes appartenant au PKK sur Twitter. Il est envoyé dans un centre de rétention pour migrants à Gaziantep. Le 11 mai, une décision d'expulsion est prononcée, non suivie d'effet. Mathias Depardon entreprend alors une grève de la faim entre le 21 et le 27 mai afin de protester contre les conditions de sa détention.
Le 25 mai 2017, en marge du sommet de l'OTAN, le président de la République française, Emmanuel Macron, demande au président turc, Recep Tayyip Erdoğan un rapide retour en France de Mathias Depardon. Emmanuel Macron réitère sa demande le 3 juin, lors d'un entretien téléphonique avec le président turc,,,. Il est finalement expulsé vers la France le 9 juin 2017,.

## Expositions
Liste non exhaustive
- 2013 - « Au-delà des frontières », Mahal Cultural Center. Cannakale, Turquie.
- 2013 - « Au-delà des frontières », Institut français d'Istanbul[14],[15],[16],[17].
- 2014 - « Cartes Postales de la Mer Noire », Transcontinent/Obscura Photo Festival. Penang, Malaisie.
- 2015 - « Cartes Postales de la Mer Noire », Foto Istanbul Festival. Istanbul, Turquie.
- 2015 - « Cartes postales de la mer noire », à l'Institut français d'Istanbul[18]
- 2016 - « The Wild West », Just Another Photo Festival. Varanasi, Inde[19].
- 2016 - « Cartes Postales de la Mer Noire », Tianshui Photography Biennale, Chine.
- 2017 - « TransAnatolia », Musée des Archives nationales. Paris, France[20].
- 2017 - « Gold Rivers », Rule-Breakers The Exhibition. Londres, Angleterre.
- 2017 - « Gold Rivers », Projection aux Rencontres d’Arles, France.
- 2018 - « Une colonne de fumée », Jimei X Arles International Photo Festival. Xiamen, China.
- 2018 - « Une colonne de fumée », Les Rencontres d’Arles. Arles, France[21].
- 2019 - « Tales From the Land in Between», ImageSingulières. Sète, France[22].
- 2021 - « Transanatolia », La Filature, Mulhouse, du 20 novembre 2021 au 16 janvier 2022[23].

## Publication
- Transanatolia, Paris, André Frère Éditions, 2020, 208 p. (ISBN 979-10-92265-93-4)[24].

## Récompenses
- 2011 : International Photography Awards. Mention honorable. Reportage. Los Angeles, États-Unis[5].
- 2011 : Bourse du talent dans la catégorie reportage[16],[25].
- 2020 : Prix Photo – Fondation Yves Rocher remis dans le cadre du festival Visa pour l'image[4].